# Liste der Biografien/Smith, D
Liste der Biografien |
Portal Biografien |
D Personensuche
# |
A |
B |
C |
D |
E |
F |
G |
H |
I |
J |
K |
L |
M |
N |
O |
P |
Q |
R |
S |
T |
U |
V |
W |
X |
Y |
Z |
?
 
Sa |
Sb |
Sc |
Sd |
Se |
Sf |
Sg |
Sh |
Si |
Sj |
Sk |
Sl |
Sm |
Sn |
So |
Sp |
Sq |
Sr |
Ss |
St |
Su |
Sv |
Sw |
Sy |
Sz
 
Sma |
Smb |
Sme |
Smi |
Smj |
Smo |
Smr |
Smu |
Smy
 
Smia |
Smic |
Smid |
Smie |
Smig |
Smij |
Smik |
Smil |
Smir |
Smis |
Smit
 
Smita |
Smite |
Smith |
Smitk |
Smitr |
Smits |
Smitt
 
Smith, A |
Smith, B |
Smith, C |
Smith, D |
Smith, E |
Smith, F |
Smith, G |
Smith, H |
Smith, I |
Smith, J |
Smith, K |
Smith, L |
Smith, M |
Smith, N |
Smith, O |
Smith, P |
Smith, Q |
Smith, R |
Smith, S |
Smith, T |
Smith, U |
Smith, V |
Smith, W |
Smith, Y |
Smith, Z |
Smith? |
Smitha |
Smithe |
Smithi |
Smiths |
Smithw |
Smithy
Die Liste der Biografien führt alle Personen auf, die in der deutschsprachigen Wikipedia einen Artikel haben. Dieses ist eine Teilliste mit 78 Einträgen von Personen, deren Namen mit den Buchstaben „Smith, D“ beginnt.

## Smith, D
- Smith, D. J. (* 1977), kanadischer Eishockeyspieler und -trainer

### Smith, Da
- Smith, Dallas (* 1941), kanadischer Eishockeyspieler
- Smith, Dallas (* 1977), kanadischer Singer-Songwriter
- Smith, Damon (* 1972), amerikanischer Kontrabassist der freien Improvisationsmusik
- Smith, Dan (* 1986), englischer Singer-SongwriterDan Smith (* 1986)

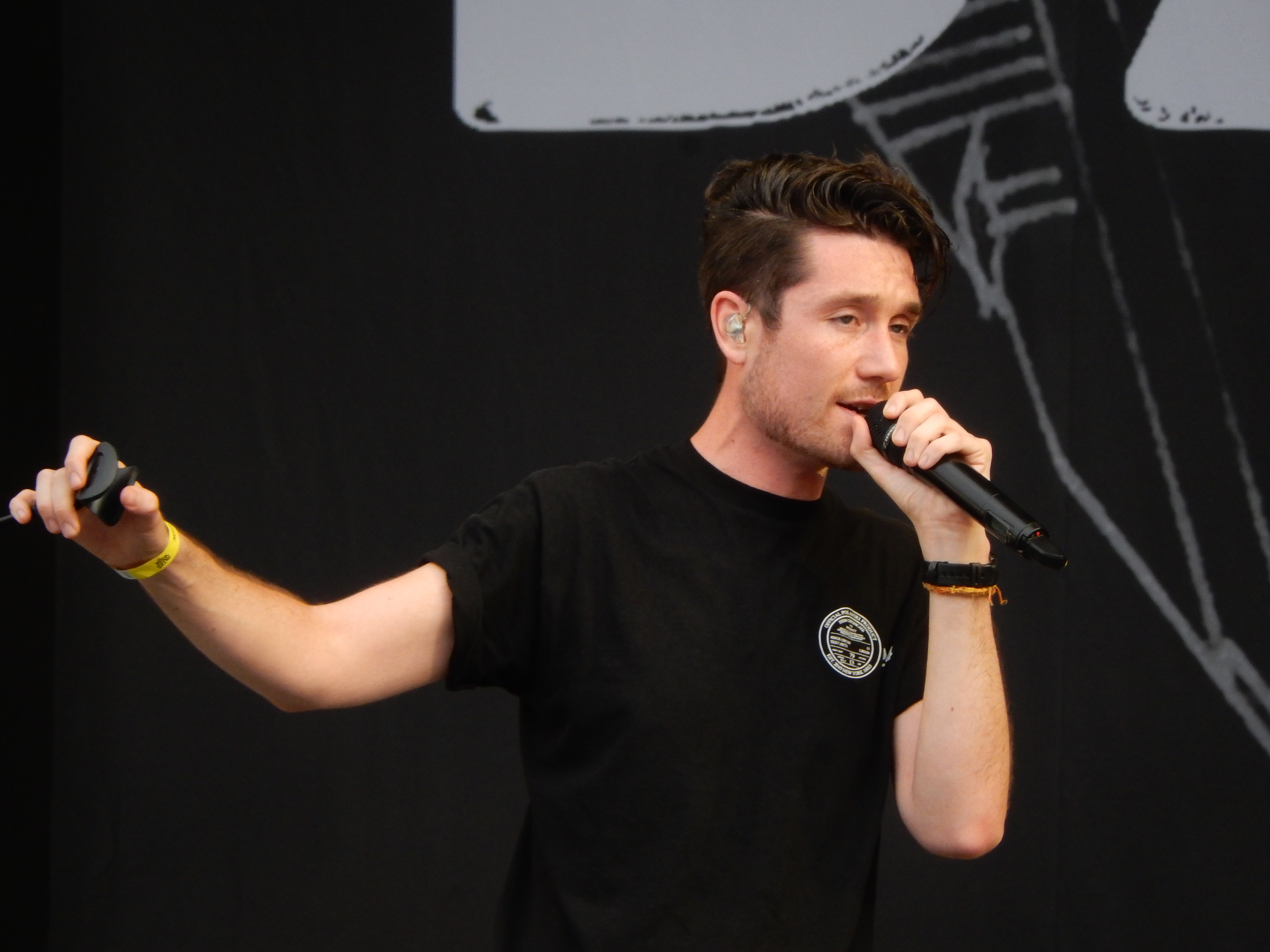
Dan Smith (* 1986)

- Smith, Dan (* 1989), US-amerikanischer Pokerspieler
- Smith, Daniel (1748–1818), US-amerikanischer Landvermesser, Oberst im Amerikanischen Unabhängigkeitskrieg und zweifacher US-Senator von Tennessee
- Smith, Daniel (* 1983), neuseeländischer Eishockeyspieler
- Smith, Daniel (* 1998), US-amerikanischer American-Football-Spieler
- Smith, Daniel Bennett (* 1956), US-amerikanischer Diplomat
- Smith, Danielle (* 1971), kanadische Politikerin
- Smith, Dannyjune (* 1977), deutsche Sängerin, Songwriterin und Friedensaktivistin
- Smith, Darrell F. (1927–2013), US-amerikanischer Soldat, Missionar, Jurist und Politiker
- Smith, Darren (1972–1992), australischer Radrennfahrer
- Smith, Dave (* 1949), englischer Komponist und Pianist
- Smith, Dave (1950–2022), US-amerikanischer Ingenieur, Musiker, Gründer der Synthesizer-Firma SequentialDave Smith (1950–2022)

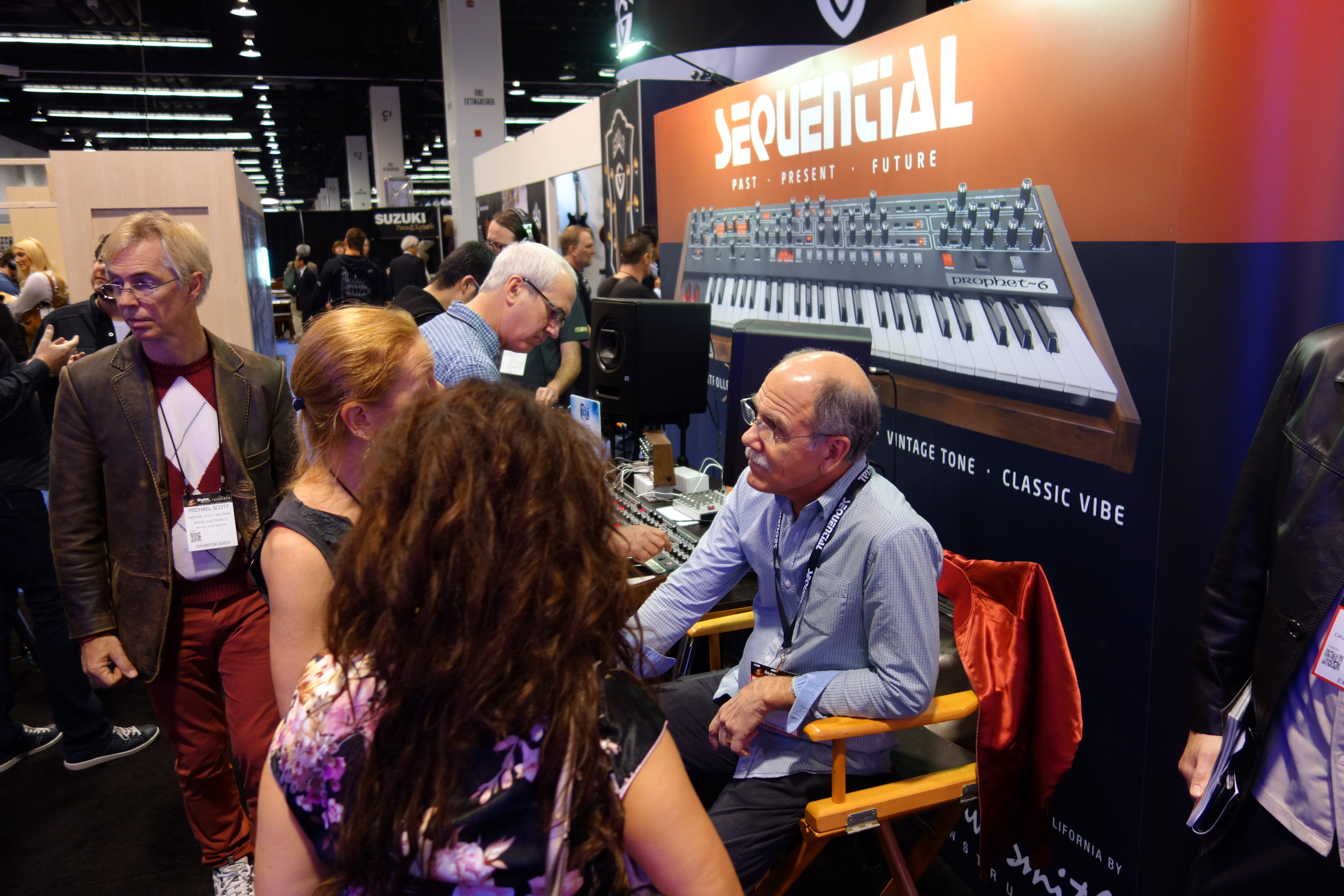
Dave Smith (1950–2022)

- Smith, Dave (* 1962), britischer Hammerwerfer
- Smith, David (1880–1945), südafrikanischer Sportschütze
- Smith, David (1906–1965), US-amerikanischer Bildhauer
- Smith, David (1925–2014), US-amerikanischer Segler
- Smith, David (1935–2024), britischer Theologe; Bischof von Bradford
- Smith, David (* 1964), US-amerikanischer Physiker
- Smith, David (* 1973), englischer Fußballspieler
- Smith, David (* 1974), britischer Hammerwerfer
- Smith, David, kanadischer Jazztrompeter
- Smith, David, schottischer Curler
- Smith, David (* 1985), US-amerikanischer Volleyballspieler
- Smith, David (* 1987), australischer Kanute
- Smith, David E. (1936–2023), kanadischer Politikwissenschaftler
- Smith, David Eugene (1860–1944), US-amerikanischer Mathematikhistoriker und Mathematikpädagoge
- Smith, David H. (1932–1999), US-amerikanischer Arzt, Forscher, Offizier, Professor, Unternehmer, Naturschützer und Philanthrop
- Smith, David Hart (* 1985), kanadischer WrestlerDavid Hart Smith (* 1985)

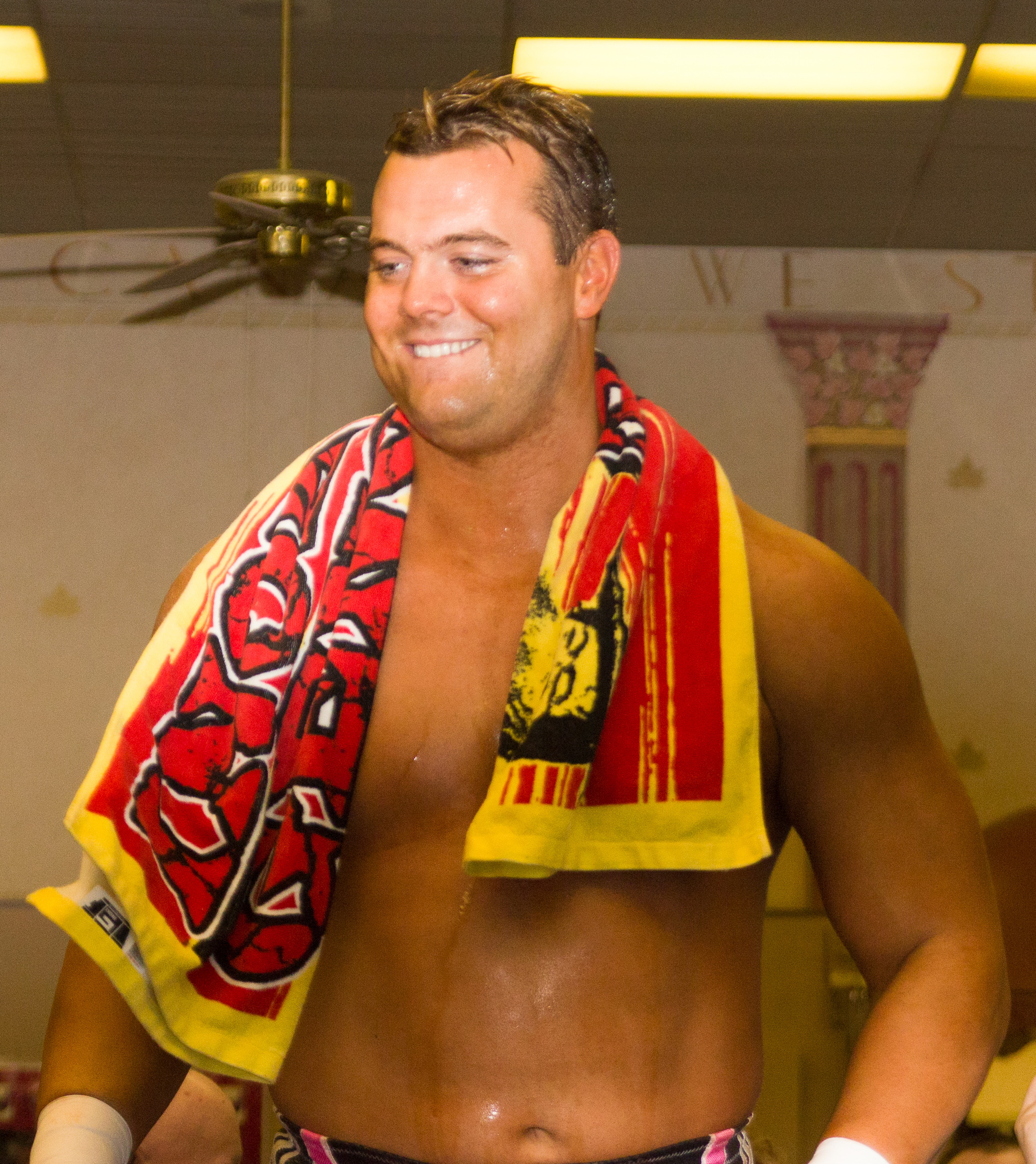
David Hart Smith (* 1985)

- Smith, David Highbaugh (1854–1928), US-amerikanischer Politiker
- Smith, David R. (* 1942), US-amerikanischer Offizier, Generalmajor der US Air Force
- Smith, David Stanley (1877–1949), US-amerikanischer Komponist
- Smith, David W. (1926–1981), US-amerikanischer Pädiater und Morphologe

### Smith, De
- Smith, Dean (1931–2015), US-amerikanischer Basketballtrainer
- Smith, Dean (1932–2023), US-amerikanischer Sprinter, Footballspieler und Stuntman
- Smith, Dean (* 1969), australischer Politiker
- Smith, Dean (* 1971), englischer Fußballspieler und -trainer
- Smith, Dean (* 1988), britischer Rennfahrer
- Smith, Dean Wesley (* 1950), US-amerikanischer Science-Fiction Schriftsteller
- Smith, Delazon (1816–1860), US-amerikanischer Politiker der Demokratischen Partei
- Smith, Delia (* 1941), britische Fernsehköchin und Autorin
- Smith, Demarius (* 1998), US-amerikanischer Sprinter

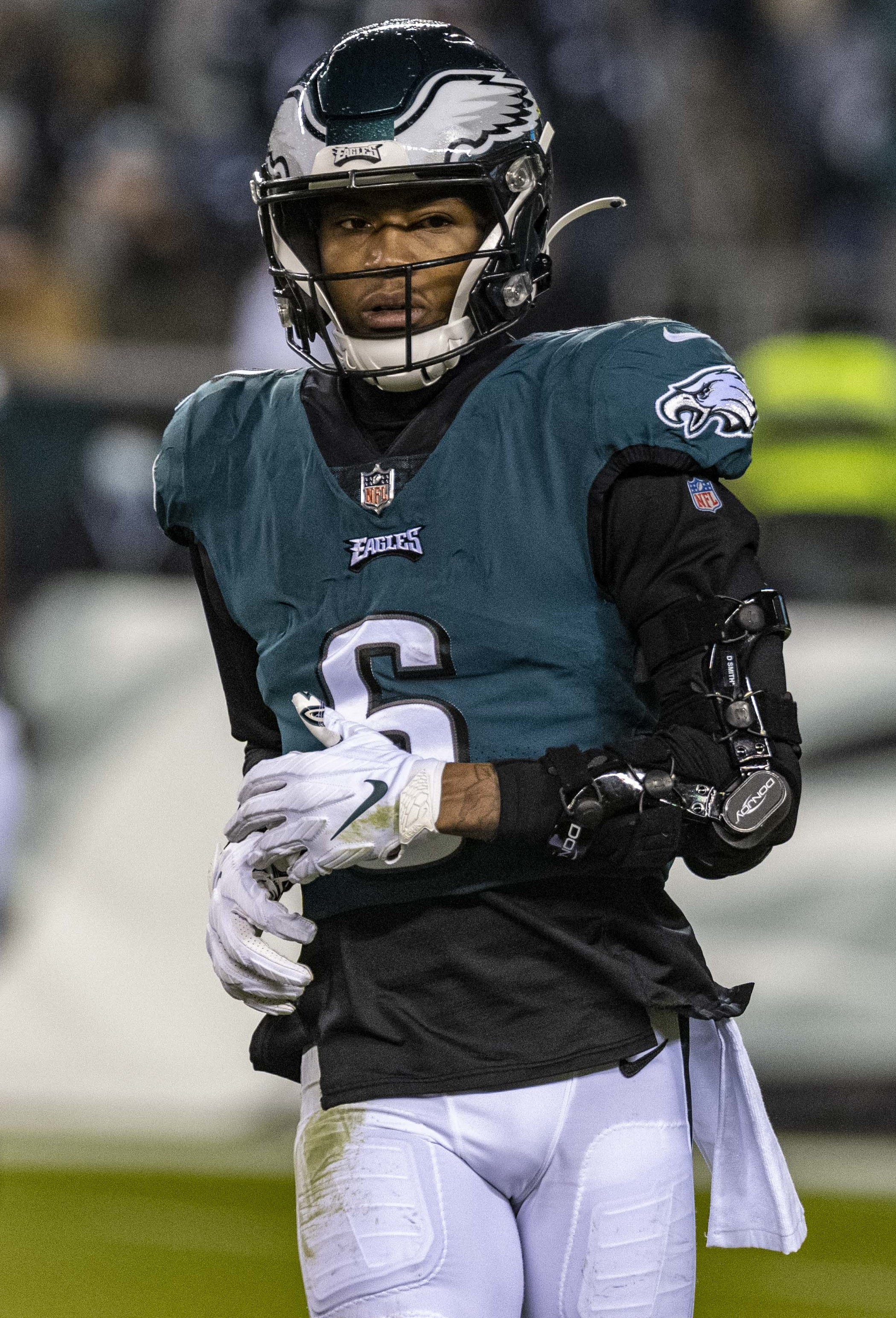
DeVonta Smith (* 1998)

- Smith, Dennis (1940–2022), amerikanischer Autor und Feuerwehrmann
- Smith, Dennis (* 1969), englischer Dartspieler
- Smith, Dennis Jr. (* 1997), US-amerikanischer Basketballspieler
- Smith, Denny (* 1938), US-amerikanischer Politiker
- Smith, Derek (1931–2016), britischer Jazzpianist und Arrangeur
- Smith, Derek (* 1954), kanadischer Eishockeyspieler
- Smith, Derek (* 1984), US-amerikanisch-kanadischer Eishockeyspieler
- Smith, Derrick (* 1965), kanadischer Eishockeyspieler
- Smith, Devin (* 1983), US-amerikanischer Basketballspieler
- Smith, DeVonta (* 1998), US-amerikanischer American-Football-SpielerDeVonta Smith (* 1998)

### Smith, Di
- Smith, Dick (1917–2006), US-amerikanischer Wassersprungtrainer
- Smith, Dick (1922–2014), US-amerikanischer Maskenbildner für Spezialeffekte
- Smith, Dietrich C. (1840–1914), deutschamerikanischer Politiker
- Smith, Digby (1935–2024), britischer Offizier und Militärhistoriker
- Smith, Dion (* 1993), neuseeländischer Radrennfahrer
- Smith, Dirk D., US-amerikanischer Offizier, Generalmajor der US Air Force

### Smith, Do
- Smith, Dodie (1896–1990), englische Schriftstellerin
- Smith, Donal (1934–2023), neuseeländischer Mittelstreckenläufer
- Smith, Donald (1943–2022), US-amerikanischer Jazzpianist (auch Orgel, Flöte, Gesang)
- Smith, Donald (* 1968), US-amerikanischer Ruderer
- Smith, Donald, 1. Baron Strathcona and Mount Royal (1820–1914), kanadischer Politiker, Diplomat und Bankier
- Smith, Donovan (* 1993), US-amerikanischer American-Football-Spieler
- Smith, Donta (* 1983), US-amerikanisch-venezolanischer Basketballspieler
- Smith, Dorothy (1926–2022), britische Feminismustheoretikerin und Soziologin
- Smith, Doug (* 1963), kanadischer Eishockeyspieler
- Smith, Doug (* 1964), US-amerikanischer Radrennfahrer
- Smith, Douglas, US-amerikanischer Effektkünstler, VFX Supervisor
- Smith, Douglas (* 1985), kanadisch-amerikanischer SchauspielerDouglas Smith (* 1985)

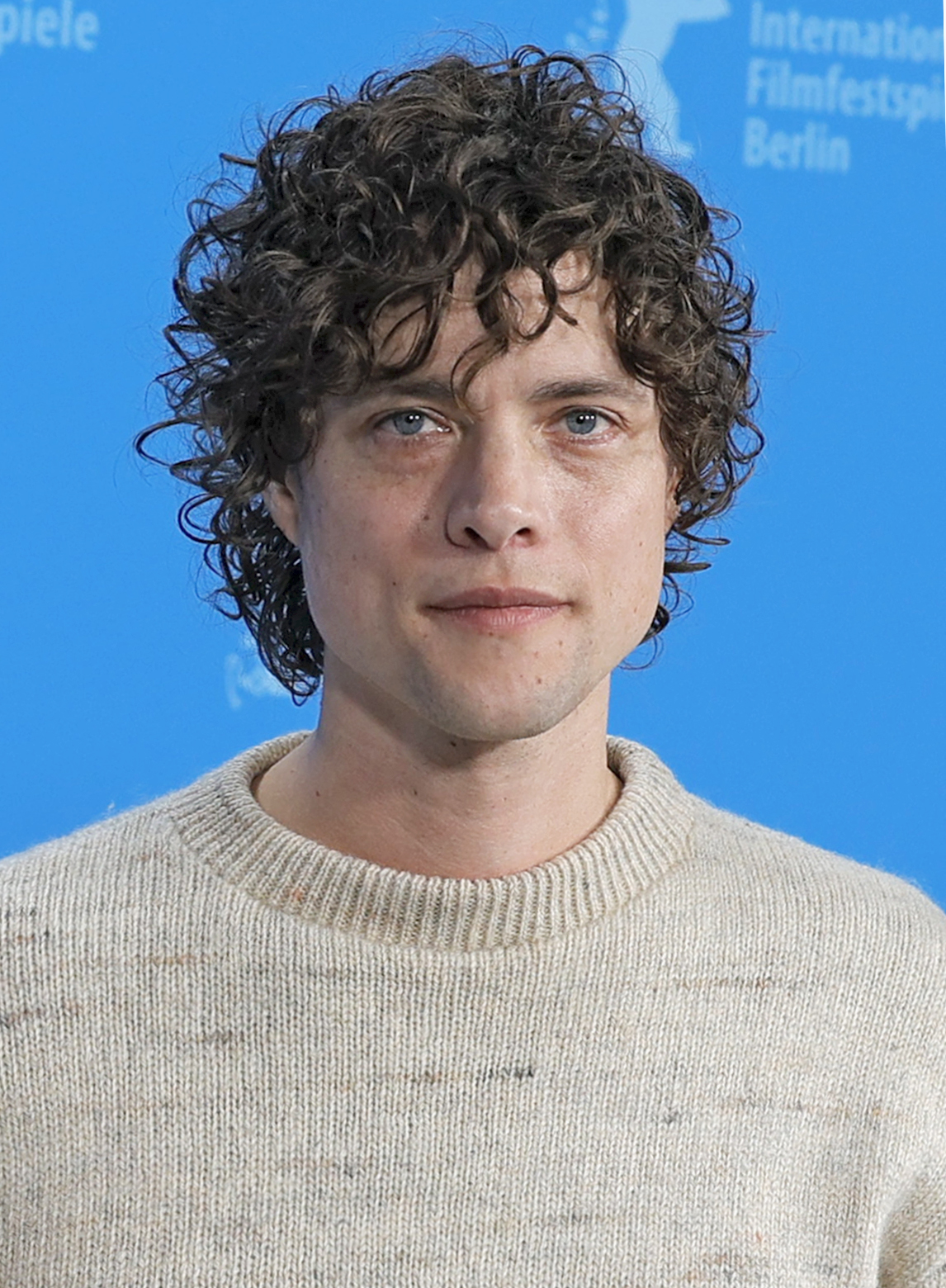
Douglas Smith (* 1985)

### Smith, Dr
- Smith, Dr. Lonnie (1942–2021), US-amerikanischer Jazz-Organist
- Smith, Drew, schottischer Politiker (Labour Party)

### Smith, Du
- Smith, Duncan (* 1983), irischer Politiker

### Smith, Dw
- Smith, Dwayne, US-amerikanischer Komponist und Dirigent

### Smith, Dy
- Smith, Dylan, kanadischer Filmschauspieler